# Sol'-Ileckij rajon
Il Sol'-Ileckij rajon (in russo Соль-Илецкий район?) è un rajon dell'Oblast' di Orenburg, nella Russia europea. Istituito nel 1927, il capoluogo è Sol'-Ileck.